# Joachim Hoppe
Joachim Hoppe (Sehnde, 20 maart 1915 -  ten zuidoosten van IJsland, 28 april 1941), was een Korvettenkapitän in de Kriegsmarine tijdens de Tweede Wereldoorlog. 

## Geschiedenis
Korvkpt. Hans-Gerrit von Stockhausen, droeg op 25 maart 1941 zijn U 65 over aan luitenant-ter-zee Joachim Hoppe. Die was maar pas bij de U-bootdienst gekomen en had de gebruikelijke opleiding gekregen. Op 1 april 1941 werd Hoppe bevorderd tot Kapitänleutnant. Het succes dat zijn adellijke voorganger had met de U-boot zou Joachim Hoppe niet evenaren. De U-boot werd al op Hoppes eerste patrouillereis door een Brits oorlogsschip tot zinken gebracht, ten zuidoosten van IJsland. Joachim Hoppe ging roemloos ten onder. Hij was net 26 jaar toen hij sneuvelde. Hoppe had geen enkel geallieerd schip tot zinken gebracht of schepen beschadigd. Joachim Hoppe werd op 1 mei 1941 geëerd en postuum bevorderd tot Korvettenkapitän.

## Militaire loopbaan
- Offiziersanwärter: 1 april 1933[2][3]
- Seekadett: 23 september 1933[2]
- Fähnrich zur See: 1 juli 1934[3][2]
- Oberfähnrich zur See: 1 april 1936[3][2]
- Leutnant zur See: 1 oktober 1936[3][2]
- Oberleutnant Zur See: 1 juni 1938[3][2]
- Kapitänleutnant: 1 april 1941[3][2]
- Korvettenkapitän: 1 mei 1941 (Postuum)[3][2]

## U-bootcommando
- U 65: 25 maart 1941 - 28 april 1941: (+)  1 patrouille (17 dagen)

## Info patrouille voor Joachim Hoppe
- U-boot: Vertrek -

1. U 65: 12 april 1941 Onderzeebootbasis Lorient - 28 april 1941  (tot zinken gebracht)  Patrouille (17 dagen)